# Erasmus Dionys Krieger
Erasmus Dionys Krieger (* 4. März 1738 in Maschau in Böhmen; † 27. Dezember 1792 in Prag) war seit 1781 Weihbischof in Prag und Titularbischof von Tiberias.

## Leben
Krieger wurde 1738 in Maschau geboren. Einer seiner Brüder wurde ebenfalls Priester, ein anderer war kaiserlicher Rat in Pilsen. 
Am 14. Februar 1761 wurde Krieger in Prag zum Diakon und am 7. März zum Priester geweiht. Seine erste Stelle trat er als Kaplan in Radonitz an, wo er ab 1770 als Dechant wirkte.  Im Jahre 1776 wurde er Domherr von St. Veit in Prag. Am 17. September 1781 erhielt Krieger die Ernennung zum Weihbischof in Prag und zum Titularbischof von Tiberias. Die Konsekration durch Papst Pius VI. erfolgte am 28. Oktober 1781. Krieger starb 1792 in Prag.